# Héctor García
Héctor García Otero, detto Cacho (Montevideo, 12 giugno 1926 – ...), è stato un cestista e allenatore di pallacanestro uruguaiano.

## Carriera
Con l'Uruguay ha disputato tre edizioni dei Giochi olimpici (Londra 1948, Helsinki 1952, Melbourne 1956) e due dei Campionati mondiali (1954, 1959).